# Estratégia da exaustão
Estratégia da exaustão é uma estratégia de guerra que tem por objetivo:
- Reduzir a velocidade de ação do inimigo.
- Incapacitar as manobras.
- Desmoralizar a tropa adversária.
- Infligir o maior dano possível nos armamentos.

De forma geral, dá-se quando se tem o maior ou melhor material bélico e geralmente é executada de forma defensiva. Quando se vence uma batalha atacando em atrito, o resultado final torna-se conhecido como Vitória Pírrica, em referência à Cadeia Montanhosa Balcânica.